# Cheval en Espagne
Le cheval en Espagne (espagnol : caballo) est surtout connu à travers l'élevage du Pure race espagnole. L'Espagne détient l'une des histoires équestres les plus riches au monde, de par l'ancienneté des traces de domestication du cheval, le rôle important joué par les éleveurs chartreux, et la diffusion de ses chevaux vers les Amériques. 
Les pratiques équestres espagnoles modernes concernent essentiellement les sports équestres et l'équitation de loisir.
L'Espagne conserve de nombreuses traditions culturelles liées aux cheval, telles que la Feria del caballo de Jerez, mais plusieurs suscitent la controverse en raison des violences subies par les animaux, notamment la corrida à cheval et la Rapa das bestas.

## Histoire

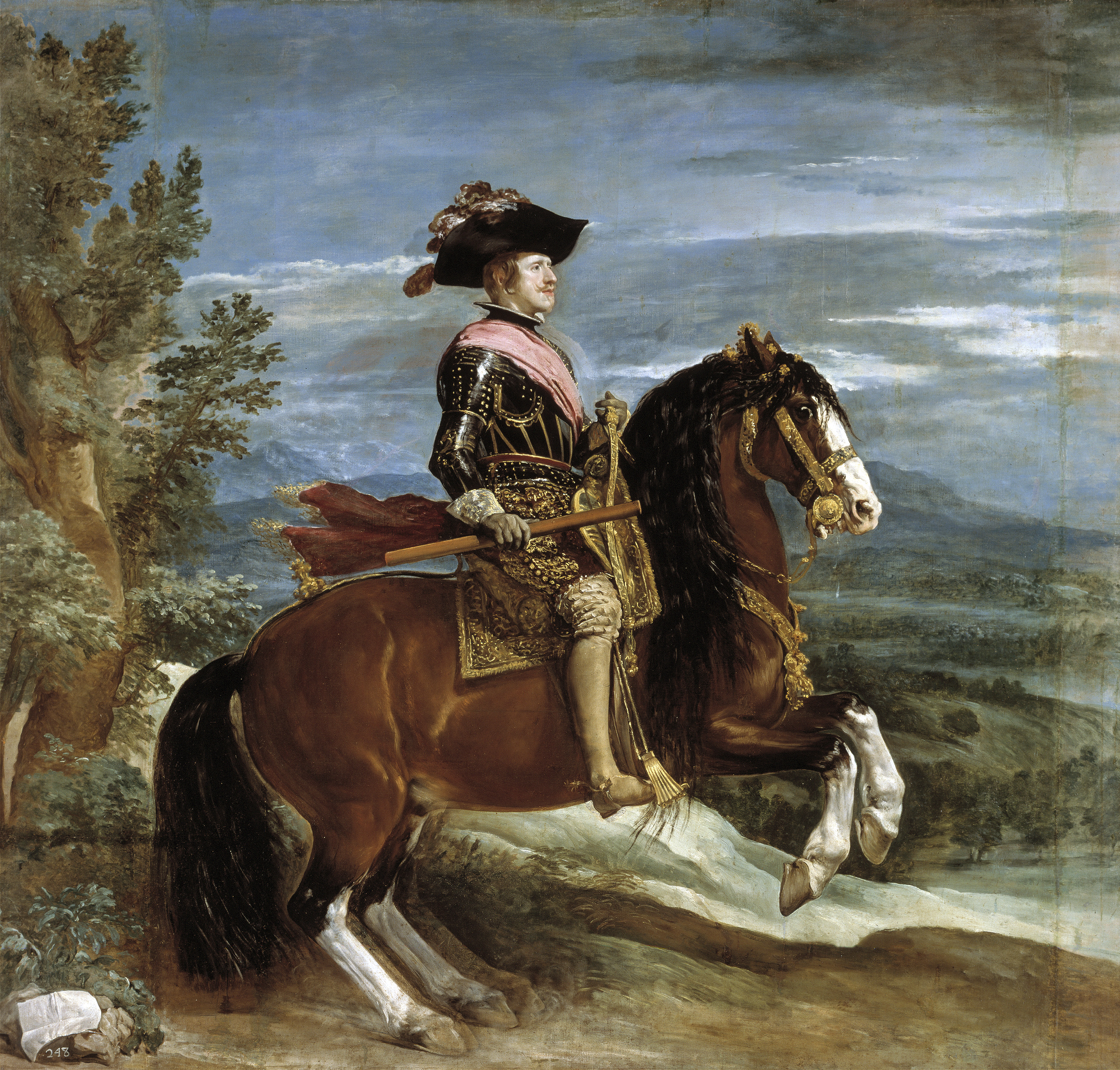
Portrait équestre de Philippe IV par Diego Vélasquez.

Les chevaux ibériques font partie des plus anciennes races domestiquées au monde. La péninsule Ibérique recèle plusieurs foyers de domestication du cheval, peut-être indépendamment de la domestication qui a eu lieu dans les steppes eurasiennes. L'érudit portugais Ruy d'Andrade défend déjà cette idée, le vulgarisateur anglais Elwyn Hartley Edwards notant la présence de ce qui semble être un harnais peint sur un cheval, dans une peinture rupestre espagnole datée de 15 000 ans avant notre ère, découverte à Castillo Puente Viesgo dans l'actuelle Cantabrie. Il suppose qu'à cette époque, le cheval est déjà employé à divers travaux, mais cette théorie, peu crédible, n'est pas reprise par la communauté scientifique.
Un foyer daté de la culture campaniforme est retrouvé dans le Sud de l'Espagne. Les chevaux y présentent une diminution de stature, et une augmentation de leur diversité génétique. Ces foyers sont proches de l'habitant ancestral des pottokak, l'une des plus anciennes populations chevalines européennes. Par ailleurs, de nombreuses grottes ornées fournissent des représentations des chevaux présents dans la région.
Des monnaies espagnoles datées du IIe siècle av. J.-C. montrent que l'élevage du cheval ibérique est déjà pratiqué. Les Arabes font de multiples commentaires élogieux sur les qualités du cheval espagnol. Ils notent sa maniabilité, et l'aptitude des cavaliers indigènes à exploiter les dispositions de leurs montures.
Les chevaux d'Espagne revêtent une importance historique particulière, dans la mesure où le Genet d'Espagne figure parmi les premiers chevaux importés dans les Amériques, exerçant une influence considérable sur la constitution des races de chevaux actuelles. Le cheval ibérique est élevé dans des établissements monastiques, notamment la chartreuse de Jerez, la Cartuja. Les religieux y font naître des chevaux longtemps considérés comme les meilleurs du monde. Cette entreprise s'achève en 1835, quand les congrégations religieuses sont dissoutes. Les moines sont obligés de quitter leur monastère, et leurs élevages sont dispersés.
L'identification des équidés présents sur le sol espagnol est rendue obligatoire en 2009.

## Pratiques et usages

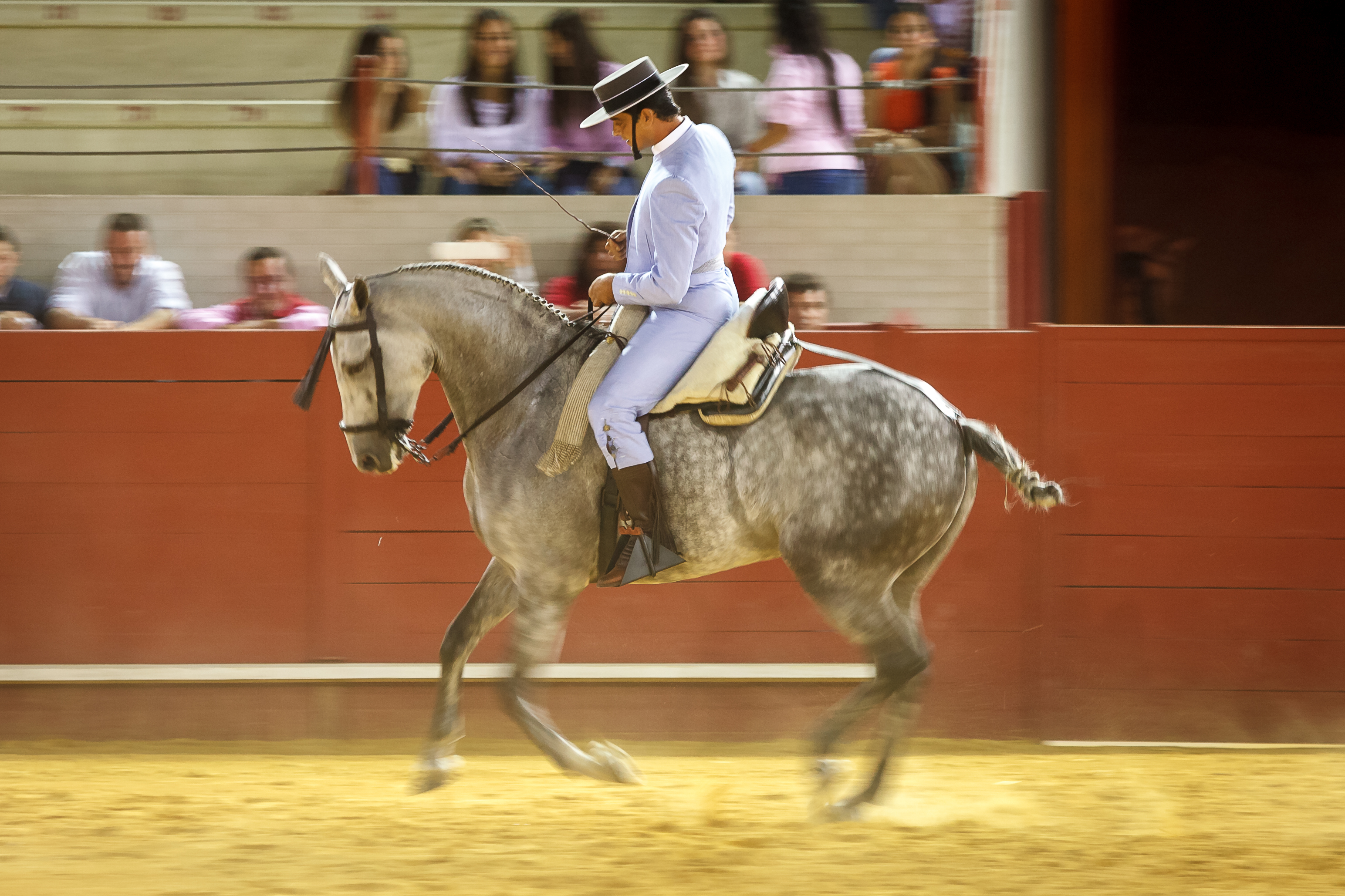
Cheval de race Hispano-arabe monté en Doma vaquera.

Les pratiques espagnoles incluent essentiellement les sports équestres et l'équitation de loisir. Il existe aussi une petite production hippophagique. La Real federacion hipica española (RFHE) gère les sports équestres, et est affiliée à la FEI. Elle chapeaute les 17 fédérations régionales correspondant aux communautés autonomes d'Espagne (comunidades autonomas). Des courses de galop sont courues sur tout le territoire, gérées par le Jockey club español de carreras de caballos, ainsi que des courses de trot pratiquées uniquement sur les îles Baléares.
La Fundacion Real escuela andaluza del Arte ecuestre propose diverses formations aux métiers du cheval. La doma vaquera, discipline équestre inspirée du travail du bétail et particulièrement répandue, est culturellement spécifique. La tauromachie est également pratiquée avec des chevaux en Espagne.  
Les performances des jeunes chevaux de sport sont enregistrées dans la base de données PEGASO, gérée par le Ministère de l'agriculture (Ministerio de Agricultura, Alimentacion y Medio ambiente ; MAGRAMA).

## Élevage

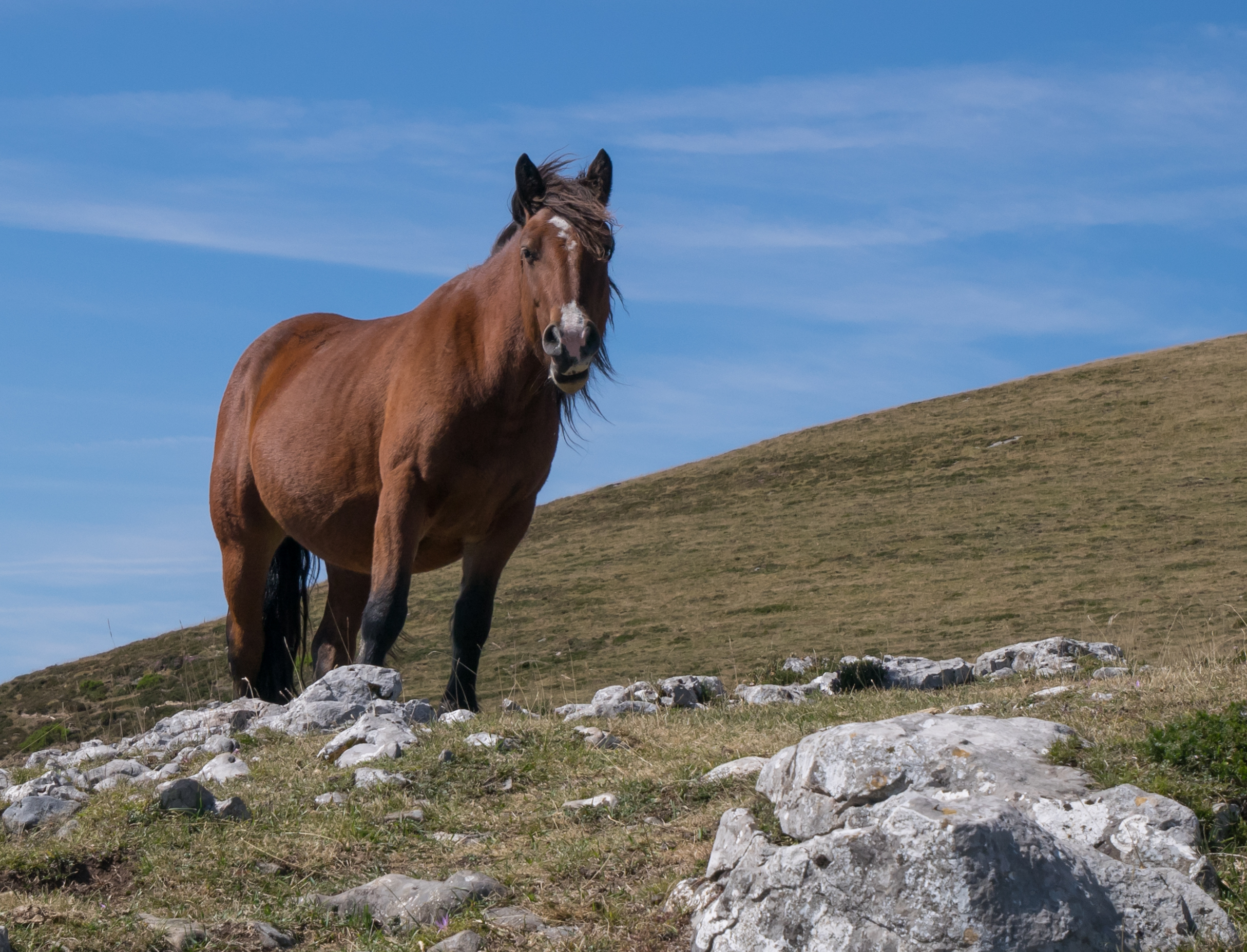
Cheval des montagnes du Pays basque, bai, près du mont Gorbeia.

Les races de chevaux espagnoles sont classées en races autochtones, races intégrées, et autres. La plupart des chevaux élevés appartiennent aux races autochtones, en particulier le Pure race espagnole (Pura raza española ; PRE). Les autres races autochtones sont considérées comme étant rares et en danger d'extinction : Asturcón, Cheval des montagnes du Pays basque, Losino, Minorquin, Monchina, Burguete, Pyrénés catalanes, Mallorquín, Hispano-Bretón, Hispano-arabe, Galicien, Jaca Navarra, Marismeña et 
Pottok.
Le SICAB, salon international des chevaux PRE créé en 1991 à Séville, est le plus important salon équestre espagnol, avec plus d'un millier de chevaux PRE pour 200 000 visiteurs en 2015.
L'élevage du cheval de sport espagnol (Caballo de deporte español, CDE) est supervisé par l'ANCADES, qui organise aussi le circuit de saut d'obstacles pour jeunes chevaux.

## Culture

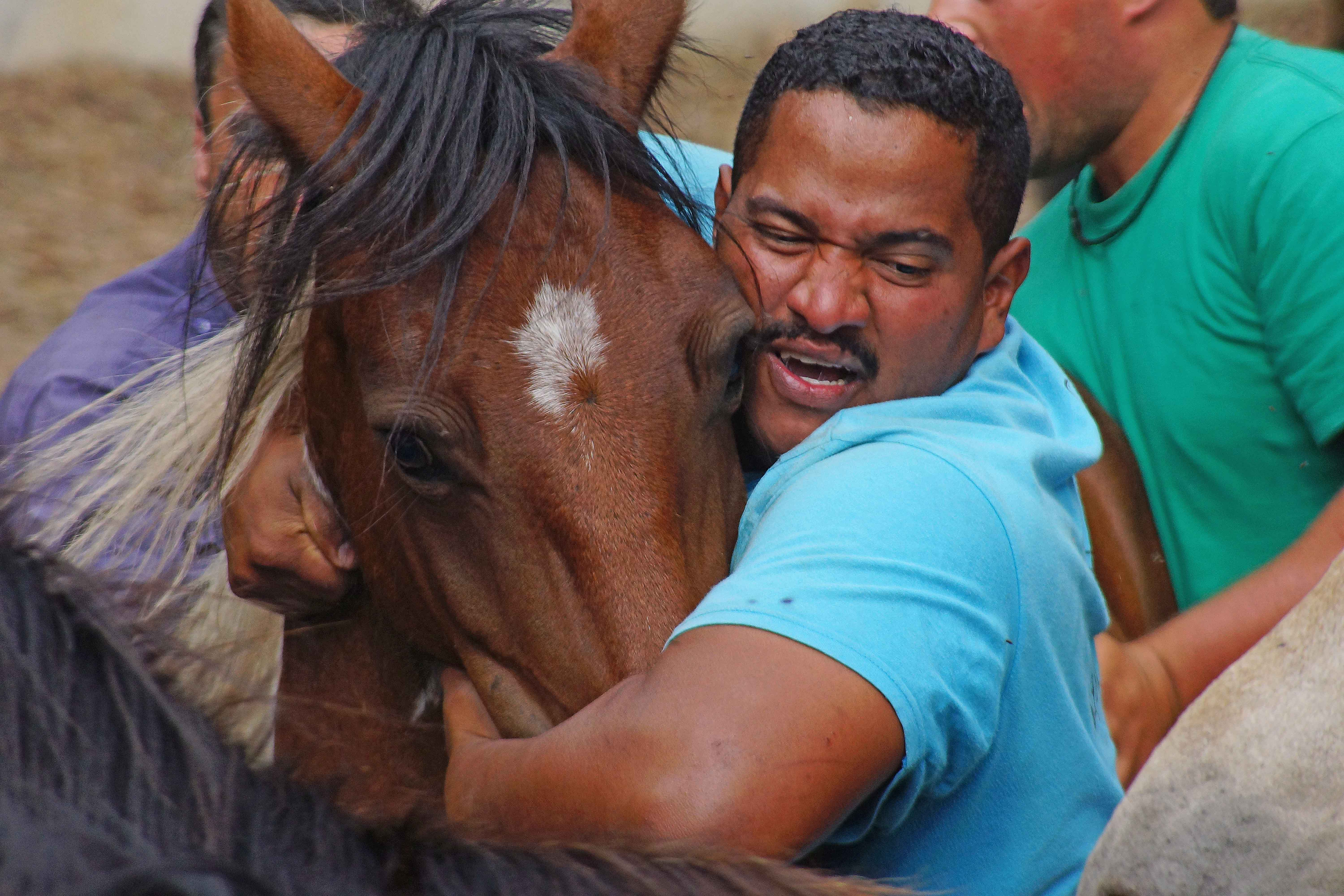
Rapa das bestas à Pontevedra en Galice.

La Feria de Jerez (en), ou feria del caballo, est reconnue fiesta d'intérêt touristique international en Espagne (en), de même que la Rapa das bestas (« rasage des bêtes »), tradition galicienne consistant à couper les crins des chevaux sauvages descendus de la montagne, la plus réputée étant celle de Sabucedo. Cette dernière est dénoncée par des associations de protection animale, en raison de la violence dont les jeunes hommes machos font preuve pour parvenir à raser les étalons sauvages,.
La corrida espagnole est également souvent dénoncée en raison des privations de sens du cheval : s'il est exact que les chevaux de corrida ont les yeux bandés et les oreilles bouchées, rien ne prouve que leurs cordes vocales seraient mutilées pour les empêcher de hennir ; par ailleurs, la protection offerte par le caparaçon empêche de nombreuses blessures par les coups de corne du taureau.

### Note
1. ↑  Les représentations supposées de harnais ne formant pas une preuve archéologique fiable, en particulier lorsque la date de la peinture rupestre est à ce point éloignée des premières traces archéologiques de domestication.

### références
1. ↑  (en) Jaime Lira, Anna Linderholm, Carmen Olaria et Mikael Brandström Durling, « Ancient DNA reveals traces of Iberian Neolithic and Bronze Age lineages in modern Iberian horses », Molecular Ecology, vol. 19, no 1,‎ janvier 2010, p. 64–78 (DOI 10.1111/j.1365-294X.2009.04430.x, lire en ligne, consulté le 1er avril 2020).
2. ↑  Elisabeth Saccasyn-della Santa, Les figures humaines du paleolithique superieur eurasiatique, De Sikkel, 1947 (OCLC 83884862, lire en ligne), p. 76.
3. ↑  Elwyn Hartley Edwards, « La domestication », dans Les chevaux, éditions de Borée, coll. « L’œil nature », 2006, 12-13 p. (ISBN 2844944493 et 9782844944498).
4. ↑  Rose-Marie Arbogast, Archéologie du cheval : des origines à la période moderne en France, Paris, Errance, coll. « des Hespérides », 2002, 127 p. (ISBN 2-87772-211-2 et 9782877722117), p. 23
5. 1 2  Jean Guillaume, Ils ont domestiqué plantes et animaux : Prélude à la civilisation, Versailles, Éditions Quæ, 2010, 480 p. (ISBN 978-2-7592-0892-0 et 2-7592-0892-3, lire en ligne), p. 203.
6. 1 2 3 4 5 6  André Champsaur, Le guide de l'art équestre en Europe, Lyon, La Manufacture, 1993, 214 p. (ISBN 9-782737-703324), p. 89.
7. 1 2 3  Rousseau 2016, p. 101.
8. 1 2 3  Laurence Cornaille, « Espagne : Organisation générale », sur Institut français du cheval et de l'équitation (consulté le 30 mars 2020).
9. 1 2 3 4 5 6  Laurence Cornaille, « Espagne : Utilisations des chevaux », sur Institut français du cheval et de l'équitation (consulté le 1er avril 2020).
10. 1 2 3  Laurence Cornaille, « Espagne : Effectifs et élevage », sur Institut français du cheval et de l'équitation (consulté le 1er avril 2020).
11. ↑  Manuel Cabada Castro, "A rapa das bestas" de Sabucedo : história e antropoloxía dunha tradición, IR Indo, 1992, 206 p. (ISBN 84-7680-080-0 et 978-84-7680-080-5, OCLC 1120509075, lire en ligne).
12. ↑  Fondation 30 Millions d'Amis, « Encore une tradition cruelle en Espagne », sur www.30millionsdamis.fr (consulté le 2 avril 2020)
13. ↑  « Rapa das bestas : le festival qui choque les associations de défense de la cause animale (VIDEO) », sur Gentside, 11 juillet 2019 (consulté le 2 avril 2020).
14. ↑  « Chevaux mutilés, privés de leurs sens… attention aux rumeurs concernant la corrida », sur Factuel, 26 juillet 2018 (consulté le 4 avril 2020).